# Beduïns

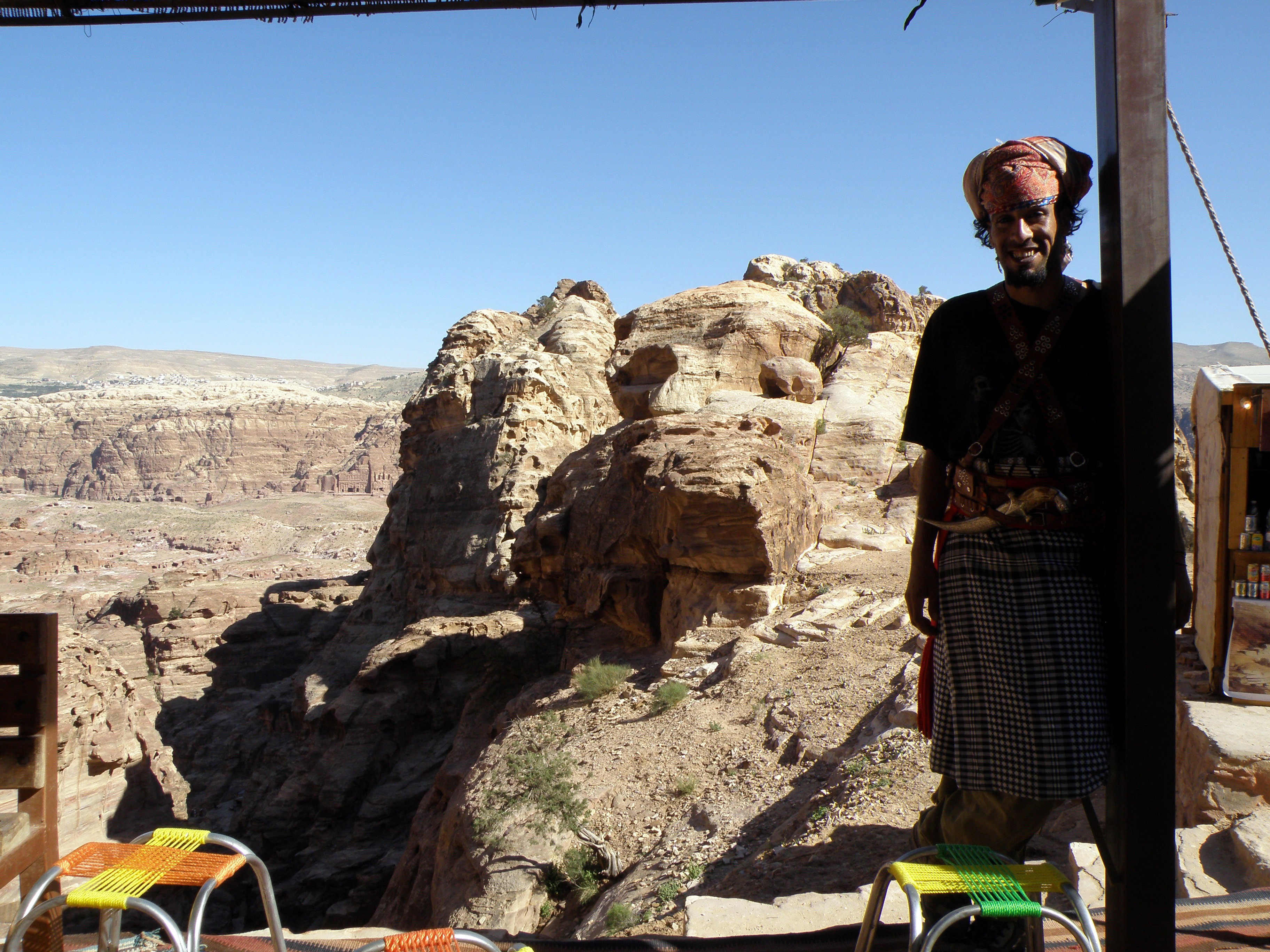
Beduí a Petra, Jordània

Els beduïns són àrabs nòmades que viuen als deserts del Nègueb, Sinaí, Sàhara i altres regions del nord d'Àfrica. Tradicionalment, els beduïns s'organitzaven en tribus, cada una liderada per un xeic. Solien tenir ramats de camells, cabres i ovelles, i es movien constantment en cerca de pastures. Eren coneguts també pels seus preuats cavalls i la seva habilitat com a genets. Durant molt de temps, fins ben entrat el segle xx, els beduïns es van oposar a la influència de governs i administracions.

## Etimologia
El nom beduí prové de l'àrab بدوي, badawī, que significa ‘nòmada’, ‘rural’, ‘de pagès’, i que deriva del mot بدو, badw, ‘estepa’, ‘desert’.
En català, es dona el nom de beduïns als àrabs nòmades que viuen als deserts de l'Aràbia Saudita, Síria, Jordània, Iraq i Israel-Palestina. Són originaris de la península Aràbiga. Al segle vii, amb les conquestes àrabs, es van expandir pel nord d'Àfrica (Egipte, Algèria, Líbia, Mali, Tunis). Els beduïns actuals estan organitzats en tribus que parlen l'àrab beduí o badawi, i es consideren descendents del poble àrab.

## Història

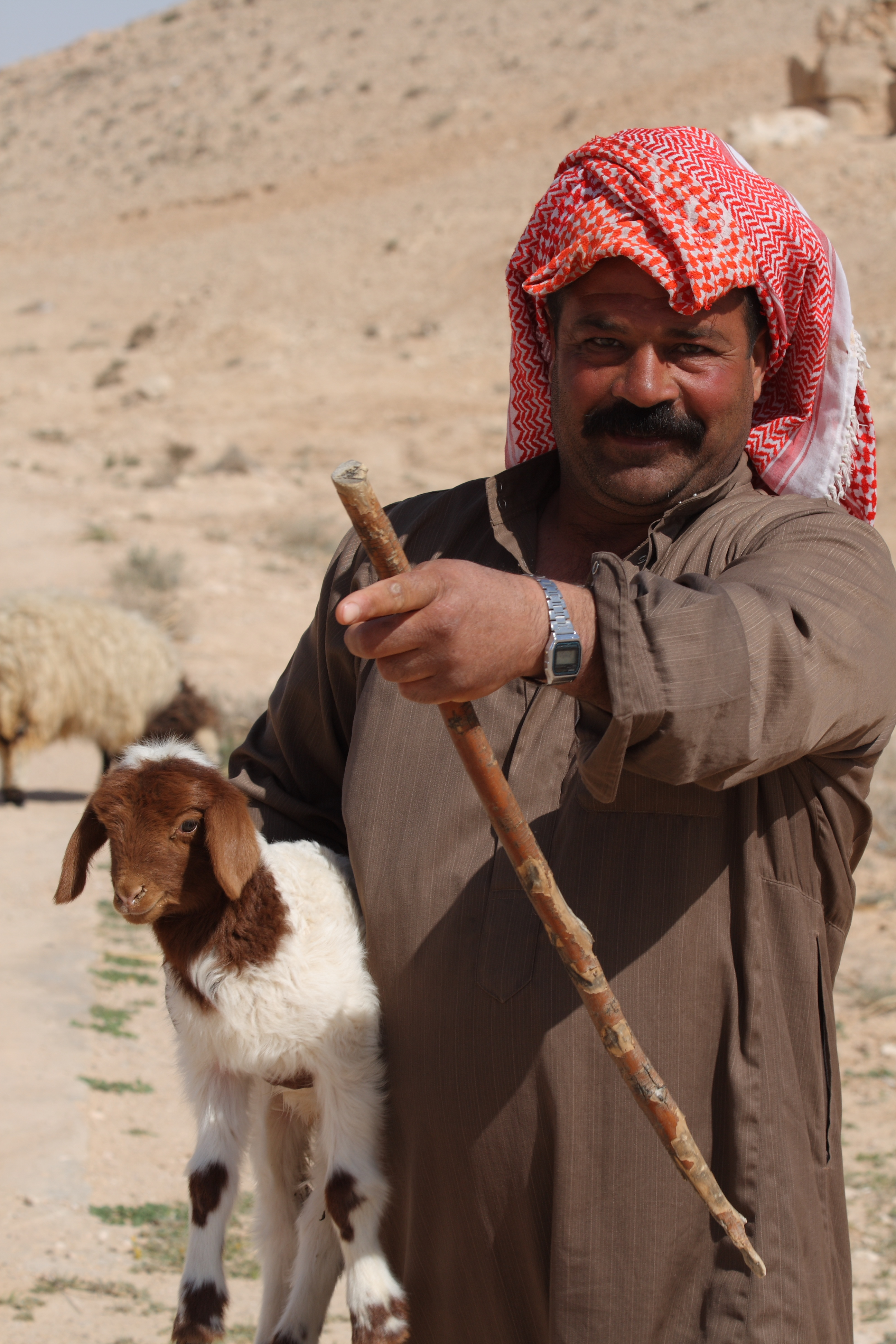
Beduí del desert de Síria.

Els beduïns de la península Aràbiga en temps de Mahoma constituïen un grup social d'uns tres mil membres; aquest grup estava, al seu torn, dividit en famílies però unit per vincles de sang, que es transmetien per via paterna. La relació entre les diferents tribus va ser sempre difícil i inestable. Les característiques d'aquestes tribus de beduïns eren, a més dels vincles de sang, el sentit de l'hospitalitat, tenir sempre present l'honor i el valor guerrer, i l'estima a la poesia i a l'eloqüència, facultats aquestes que van servir per a preservar la "memòria col·lectiva" del poble àrab.
Aquestes tribus nòmades veneraven pedres, arbres, astres, dimonis i certs déus o ídols que eren venerats a la Meca. No eren monoteistes. Eren molt religiosos. Van acceptar de seguida els ensenyaments de Mahoma i es van fer musulmans amb més intensitat i fervor que la resta dels àrabs.
Molt important i definitiu en les conquestes que va promoure l'islam, va ser l'aportació humana dels beduïns. La seva força, agressivitat, i tàctiques de combat van ser, en gran manera, eficaces per al triomf de l'islam sobre els grans imperis sedentaris veïns. Els beduïns van portar de generació en generació el record dels seus orígens, record que van mitificar com una idíl·lica època primitiva.

## Població actual a Àfrica
- Algèria: habiten al centre d'Algèria, a les regions del Goleja i El Oued. Població estimada: 63.000.
- Tunis: habiten al centre, a prop de Gafsa (Qafsa), i al sud. Població estimada: 2.130.000.
- Líbia: les tribus anomenades Kufra viuen al nord, a la regió costanera de Wahat al-Kufra. Les tribus Riyah viuen al centre. La majoria (més de 500.000), les tribus Sanusi viuen a l'est. A la Tripolitània, viuen els beduïns Sirtican, a la costa mediterrània. Població estimada: 950.000.
- Egipte: alguns viuen al nord del desert del Sàhara. Les tribus Twara, Tiaha i Jebeliyah van emigrar a la península del Sinaí. Població estimada: 1.300.000.
- Mali: les tribus Kunta habiten al Sàhara occidental, a prop de la frontera amb Mauritània. Població estimada: 37.000.

## Economia i alimentació
La seva economia es fonamenta en la cria de bestiar i organitzen la vida al voltant d'aquesta activitat. Es desplacen constantment a la recerca d'aigua i pastures. S'alimenten principalment de llet i els seus derivats, com un tipus de llard que anomenen ghee. Mengen també pa àzim de blat, de forma arrodonida, dàtils i altres fruits que obtenen als oasis dels deserts.

## Vida i costums
Existeixen dues classes ben diferenciades entre els beduïns: els "veritables beduïns" són pastors nòmades i són famosos per les seves caravanes creuant els deserts. Es dediquen al comerç. Els fellahin són agricultors i s'han fet sedentaris; viuen a la vora del desert. Ha aparegut una tercera classe de beduïns, seminòmades, que emigren amb els seus animals i que a més s'ocupen d'una agricultura estable.
La seva llar són les tendes baixes, de forma rectangular, fetes amb pèl de camell o de cabra. S'enrotllen pels costats perquè pugui circular l'aire, i quan plou o hi ha tempestes de sorra, es tanquen hermèticament. Una part de la tenda és per als homes i els convidats, l'altra és per a les dones i els nens.
Els beduïns usen roba lleugera per a suportar la calor. Porten túniques que cobreixen el cos sencer, excepte la cara, mans i peus. El vestit dels homes es diu thawb i és de cotó blanc. De vegades, porten damunt mantells de seda o jaquetes de cotó que es diuen kibrs, subjectes amb cinturons de cuir.
S'organitzen per grups de parentiu. La unitat més petita n'és la família, després segueix el clan i finalment, la tribu.
Els nens petits es queden a cura de les mares fins que compleixen els set anys, en què ja acompanyen el pare en la seva tasca. Les dones preparen els menjars, cusen, teixeixen, carreguen les tendes, recullen llenya i s'ocupen dels nens i dels ancians.
També es diu que són transhumants, una altra de les seves característiques, com a l'inici del Neolític.

## Religió
La majoria dels beduïns són musulmans sunnites. Segueixen mantenint creences ancestrals en esperits o genis. Alguns beduïns han adoptat el sufisme. Els sufís són musulmans místics que tracten d'arribar a un grau superior de consciència per així obtenir una relació més íntima amb Al·là.

## Vestit
Els beduïns, per a suportar la calor extrema del desert, utilitzen roba lleugera, túniques que permeten la circulació de l'aire i llibertat de moviment, proporcionant protecció contra el sol i la sorra. Els seus vestits es dissenyen per cobrir el cos sencer, llevat de la cara, mans i peus.
El vestit principal per als homes és el thawb de cotó blanc o la túnica grisa. A sobre de la túnica, els homes porten mantells de seda llarga o jaquetes de cotó anomenades kirbs. Les jaquetes estan obertes per davant i porten fermalls de cuir.
Amb la calor que fa al desert, per una banda es protegeixen del sol i la sorra, però per una altra tenen encara més calor! Doncs, resulta que en portar roba, en comptes d'anar gairebé despullats, el que passa és que la roba hi actua d'aïllant. Això vol dir que, com que hi ha un teixit que s'interposa entre la calor i el cos, aquest triga més a escalfar-se. La roba, en un lloc com el desert, ha de facilitar l'evaporació de la suor de la pell, però rendir amb un màxim d'aïllament. És per això que les túniques són lleugeres i folgades.
Per altra banda, la roba blanca, com les túniques dels beduïns, reflecteix més radiació, i si va millor en indrets amb temperatures tan elevades, tots els pobles que viuen al desert haurien de portar roba de color blanc. Doncs, resulta que els tuaregs, un altre poble que viu al desert, van vestits de color blau, fins i tot se'ls coneix com els homes blaus. Sembla, per tant, que el color no és tan important.